# Hands up
Pour les articles homonymes, voir Hands Up.
Genres dérivés
Electro house, jumpstyle, hardstyle
Genres associés
EDM, hard trance
Le hands up, également stylisé handsup, parfois appelé dancecore, est un genre de musique électronique créé en Allemagne aux environs de 2003. Ce style a pour caractéristiques d'être très rythmé, dynamique, mélodique et généralement chanté.

## Histoire
Le hands up émerge dans les années 1990 en Allemagne et obtient un certain succès. Son succès est également concentré dans les pays frontaliers tels que la Pologne ou les Pays-Bas. Au Royaume-Uni, le hands up se trouve une place dans la scène musicale locale grâce à l'émergence d'un sous-genre appelé le UK hands up, caractérisé par un rythme souvent ternaire et plus rapide (150  à   155 BPM contre 140  à   145 BPM). Manian devient le premier à proposer ce sous-genre repris très rapidement par des producteurs connus comme ItaloBrothers, DJ Gollum, et Basshunter.
Dans les années 2000, le hand sup reste un style en constante évolution. Dans les années 2000 et 2010, le handsup est l'un des genres les plus en vogue en Allemagne. En 2012, le handsup tente de se frayer un passage dans la vague dance, en témoignent les arrangements et les chants plus populaires (notamment dance, complextro, dubstep, et hip-hop). C'est notamment le cas chez les artistes handsup comme Manian, Dan Winter, Empyre One, Ti-Mo ou Giorno. De plus, les remixes de chansons populaires sont de plus en plus nombreux. Sur Internet, des sites web, principalement allemands, tels que Technobase.fm, font la promotion du handsup à l'aide de compilations téléchargeables en ligne,. Dancecharts.de établit mensuellement  un top 20 des artistes handsup. Des compilations comme celles de la série Future Trance incluent ce genre.
Le milieu des années 2010 marque le début de la fin pour le style. Les sorties, aussi bien les chansons originales que les remixes, sont de plus en plus rares. La qualité et la créativité des morceaux s'atténuent. Les artistes les plus célèbres se consacrent quasiment entièrement à d'autres styles plus en vogue.

## Caractéristiques
Musicalement, le hands up peut se rapprocher de la trance si la partie vocale est plutôt douce. À l'inverse, il est plutôt proche du hardstyle si la partie vocale est plus agressive, déformée ou si la mélodie, le rythme et les basses de chaque morceau sont plus intenses. Le genre oscille entre 130 et 145/155 BPM. À la fin des années 2000, on remarque de plus en plus souvent des passages entre deux refrains s'inspirant du jumpstyle ou hardstyle. Il est également possible de rencontrer des sonorités de type hard rock au niveau des arrangements souvent représentés par des guitares distordues et très « crushy ». 
Le genre comprend des morceaux de synthétiseur de type Virus ou Roland JP-8080. Techniquement, au niveau de la structure, il fait aussi usage de kicks toujours accompagnés de cymbales, claps, etc. plus aigus et suivis d'une basse presque toujours à contretemps du kick. Après une partie chantée ou une mélodie sans rythmique, une nouvelle mélodie plus massive ou plus festive naît et l'accompagnement électronique redémarre. Cependant le style est riche en mélodies de tous genres (le plus souvent festives) ainsi qu'en chants (énormément de types de voix, paroles, styles repris). Le hands up est un genre électronique où les morceaux recrées ou remixés sont de provenances, de styles et d'époques les plus variés[réf. nécessaire].
Le hands up est difficile à situer car les mélodies complexes et variées qui le caractérisent lui confèrent une sonorité particulière. Ces mélodies ont généralement une symbolique très spirituelle et positive visant à procurer de la joie et du bien-être aux auditeurs. Ceux-ci frappent dans leurs mains, ou lèvent les bras pour exprimer leur bien-être, d'où le nom de ce style musical. Ainsi, le hands up peut avoir une forte connotation de musique à caractère festif. C'est un style de musique électronique relativement méconnu en France du fait la domination sur les grandes radios de genres concurrents tels que l'electro. Néanmoins, depuis 2010, l'electro varie ses arrangements en intégrant des éléments régulièrement utilisés dans la trance et donc le hand sup. Comme dans la plupart des chansons, les thèmes redondants dans les titres hands up sont l'amour et les sentiments perdus ou retrouvés pour quelqu'un. Des sujets plus joyeux comme le plaisir de vivre, le bonheur, la tendresse et l'amitié sont souvent évoqués[réf. nécessaire].

## Artistes notables
Dans les personnalités principales du hands up, deux DJ se distinguent particulièrement, il s'agit de Manuel Reuter (Manian) et de Robin Brandes. Du fait de leurs nombreux remixes et projets, tels qu'Azora ou Pimp Code pour Rob Mayth, ou Tune Up et Cascada pour Manian, ils peuvent être identifiés comme les pionniers du style. Cascada, un projet en collaboration avec Yanou et la chanteuse Natalie Horler, est un groupe hands up qui a rencontré le succès à l'international. Manian continue de produire Cascada dans un style plus electropop. Ce choix de changement de style délaissant le hands up est pris comme une trahison pour la plupart des fans[réf. nécessaire]. On peut aussi citer Alex Megane, Special D, Aleeze, DJ Gollum, Cueboy and Tribune, Empyre One, IMPP, Real Booty Babes, Giorno, DJ THT, RainDropz!, Phillerz, Diven, Addicted Craze, Sun Kidz, Minage Boyz, Ced Tecknoboy, Cansis, Solidus, Sashman, Tronic DJ, CCK, Commercial Club Crew, Crystal Lake, Master Blaster, Megastylez, Ray Knox, Vanilla Kiss, ou encore Basslouder (remixeur).
En ce qui concerne Rob Mayth, il est, pour la plupart des amateurs du hands up, la référence et un créateur d'œuvres d'art. On reconnaît particulièrement sa façon de détailler et de construire ses productions et remix. Car contrairement à d'autres personnalités tout aussi connues, Rob Mayth ne se contente pas d'amener uniquement de la puissance ; il apporte aussi beaucoup de musicalité et réalise un travail de compositeur peu égalé dans le hands up. Également, ce serait DJ Novus de Groove Coverage qui aurait eu l'idée d'appeler ce style hands up en s'inspirant des mouvements effectués par les gens avec leurs mains durant ses mix dans les clubs européens[réf. nécessaire].